# Tompaládony
Tompaládony [tompa-ládoň] je obec v Maďarsku v župě Vas, spadající pod okres Sárvár. Nachází se asi 15,5 km severozápadně od Sárváru, 29 km severovýchodně od Szombathely a asi 196 km jihozápadně od Budapešti. V roce 2024 zde žilo 329 obyvatel.
Obec se skládá ze tří vesnic, dříve samostatných obcí: Berekalja, Pórládony a Tompaháza. První písemná zmínka o sídle Ládony, děleném na Alsóládony, Bánládony a Berekaljaládony (Felsőládony je pravděpodobně dnešní obec Nemesládony), pochází z roku 1234. V roce 1360 byla poprvé zmíněna osada Berekalja (tehdy známá pod názvem Berekaljaládony). Osada Tompaháza je poprvé zmíněna podstatně později, v roce 1773. Berekalja a Tompaháza byly sloučeny v roce 1871 do obce Berektompaháza. Ta poté byla roku 1941 sloučena s obcí Pórládony, čímž vznikla obec Tompaládony.
Prochází tudy hlavní silnice 84 a vedlejší silnice 8614. V Tompaládony se nachází kostel Narození Panny Marie a evangelický kostel. V části Tompaháza se nachází zvonice.

## Sousední obce
| Růžice kompasu | Sajtoskál   | Nemesládony | Nagygeresd  | Růžice kompasu |
| Růžice kompasu | Sever       |             |             | Růžice kompasu |
| Růžice kompasu | Tompaládony |             |             | Růžice kompasu |
| Růžice kompasu | Jih         |             |             | Růžice kompasu |
| Růžice kompasu | Mesterháza  | Hegyfalu    | Vasegerszeg | Růžice kompasu |